# Première République (Venezuela)
Pour les articles homonymes, voir Première République.
1811–1812
Entités précédentes :
- Capitainerie générale du Venezuela

Entités suivantes :
- Capitainerie générale du Venezuela

La Première République du Venezuela (en espagnol : Primera República de Venezuela) est le nom sous lequel est connue la période comprise entre les années 1810 et 1812 dans l'histoire du Venezuela. La Première République commence le 19 avril 1810 lorsque la Junte suprême de Caracas constituée à Caracas destitue le capitaine général Vicente Emparan (es) et installe un Congrès qui déclare (es) l'indépendance du pays le 5 juillet 1811. Le nom du pays durant cette période fut États unis du Venezuela (espagnol : Estados Unidos de Venezuela), États du Venezuela (espagnol : Estados de Venezuela), Confédération vénézuélienne (espagnol : Confederación Venezolana), Confédération du Venezuela (espagnol : Confederación de Venezuela), Confédération américaine du Venezuela (espagnol : Confederación Américana de Venezuela) ou Provinces unies du Venezuela (espagnol : Provincias Unidas de Venezuela) et il prend comme capitale la ville de Valencia.
Avec la déclaration d'indépendance et les campagnes militaires entreprises par les républicains commence la guerre d'indépendance du Venezuela. La République disparaît définitivement le 25 juillet 1812 avec le traité d'armistice de San Mateo proposé au chef royaliste Domingo Monteverde qui a gagné sa campagne de la reconquête du pays et entre à Caracas le 30 du même mois.

## L'indépendance
Le 5 juillet 1811, la junte de Caracas déclare l'indépendance du territoire vénézuelien, officiellement la « Confédération américaine du Venezuela ». Juan Antonio Rodríguez en devient le président et Luis Ignacio Mendoza le vice-président.

## La Guayana
En septembre, les patriotes attaquent la Guyane et prennent Santa Cruz, Soledad, Tabasca ainsi qu'Uracoa. Ils établissent des batteries d'artillerie le long des rives de l'Orénoque et bombardent les positions royalistes pendant deux mois, jusqu'à ce que ces derniers parviennent à saisir les batteries dans un combat de mêlée, forçant les patriotes à battre en retraite.

## Chute de la Première République

### Domingo Monteverde
Avec l'arrivée en 1812 de Domingo Monteverde, l'Espagne rétablit son pouvoir sur les provinces.

### Le séisme de 1812
Le 26 mars 1812, lors du Jeudi saint, un terrible séisme touche le pays, affectant en particulier les villes aux mains des patriotes ; Caracas et  La Guaira sont presque entièrement détruites. Beaucoup de personnes se trouvaient dans les églises et ont été ensevelies. L'armée a aussi subi des pertes.

### Fin de la Première République
Monteverde, pour sa part, continue d'avancer en intégrant de nouveaux combattants parmi les sympathisants royalistes. Le 30 juin 1812, les royalistes emprisonnés dans le fort de San Felipe à Puerto Cabello et contrôlé par Bolivar, entrent en révolte sous le commandement du lieutenant Francisco Fernández Vinoni, et capturent la garnison, puis reconquièrent la ville et le port avec les canons du fort. 
Le généralissime Francisco de Miranda ne parvient pas à dominer la révolte qui gagne de plus en plus de villes, tandis que Monteverde s'approche de Caracas victorieux. Miranda décide de conclure un armistice avec Monteverde proposant de revenir à la situation avant la proclamation de l'indépendance. Les 24 et 25 juillet, ils parviennent à un accord par lequel les insurgés remettent leurs armes en échange d’une immunité pour les personnes et les biens. Désavoué par Bolivar et ses soldats, il risque la haute trahison s'il signe ce traité tout autant que s'il ne le signe pas. Ainsi choisit-il de s'enfuir, rejoint La Guaira pour se rendre à Curaçao, mais est arrêté le 31 juillet par les Espagnols qui l'emprisonnent.